# 洛姆 (挪威)
洛姆（挪威語：Lom）是挪威的一個市镇，位於内陆郡，行政中心为福斯貝戈姆村。市镇面积为1,969平方公里，人口数量为2,347人（2016年），人口密度为每平方公里1人。